# Доній Миклоуш
45°43′00″ пн. ш. 16°42′00″ сх. д. / 45.71666667° пн. ш. 16.7° сх. д.
Доній Миклоуш (хорв. Donji Miklouš) — населений пункт у Хорватії, у Б'єловарсько-Білогорській жупанії у складі міста Чазма.

## Населення
Населення за даними перепису 2011 року становило 196 осіб.
Динаміка чисельності населення поселення: